# (200392) 2000 RN21
(200392) 2000 RN21 es un asteroide perteneciente al cinturón de asteroides descubierto el 1 de septiembre de 2000 por el equipo del Lincoln Near-Earth Asteroid Research desde el Laboratorio Lincoln, Socorro, Nuevo México, Estados Unidos.

## Designación y nombre
Designado provisionalmente como 2000 RN21.

## Características orbitales
2000 RN21 está situado a una distancia media del Sol de 2,585 ua, pudiendo alejarse hasta 3,117 ua y acercarse hasta 2,053 ua. Su excentricidad es 0,205 y la inclinación orbital 4,184 grados. Emplea 1518,52 días en completar una órbita alrededor del Sol.

## Características físicas
La magnitud absoluta de 2000 RN21 es 16,3. 